# Synagoga Chorszul w Białymstoku
Synagoga Chorszul w Białymstoku, zwana Zabłudowskich (z jidysz: Chóralna) – synagoga, która znajdowała się w Białymstoku przy ulicy Białówny, dawnej Żydowskiej, w centrum nowej dzielnicy żydowskiej. Spłonęła w 1943 roku.

## Historia
Synagoga została zbudowana w 1834 roku z inicjatywy i funduszy bogatej i wpływowej rodziny Zabłudowskich. Od ich nazwiska również się wzięła potoczna nazwa synagogi. Była pierwszą białostocką synagogą do której wprowadzono chór.
Podczas II wojny światowej, w czasie likwidacji getta w 1943 roku hitlerowcy spalili synagogę. Po zakończeniu wojny nie została odbudowana.